# Winnfield
Winnfield est une ville et le siège de la paroisse de Winn, dans l'État de la Louisiane, aux États-Unis. La population était de 5749 habitants au recensement de 2000, et de 4840 en 2010. Trois gouverneurs de l'État de la Louisiane viennent de Winnfield.

## Histoire

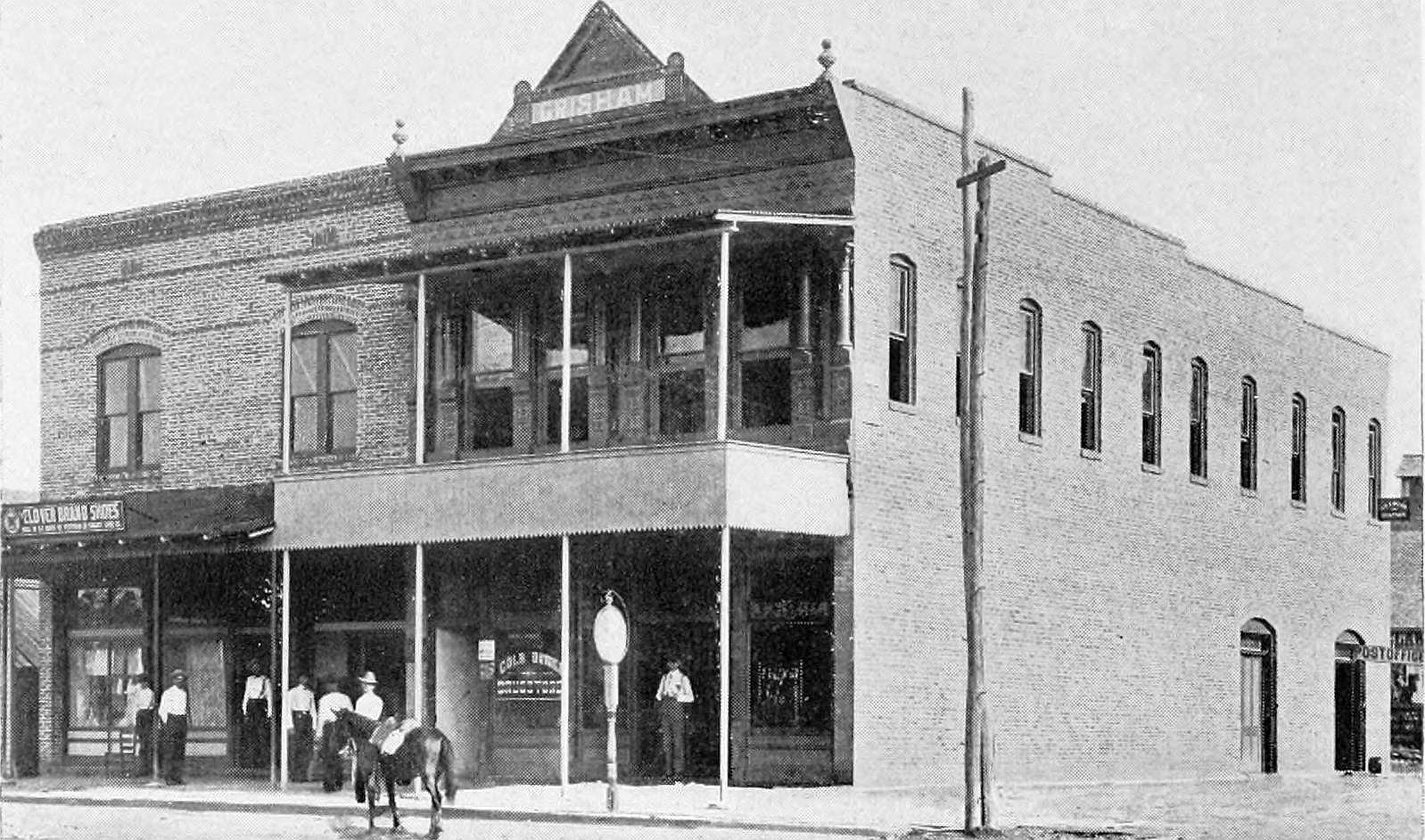
Magasins à Winnfield en 1904.

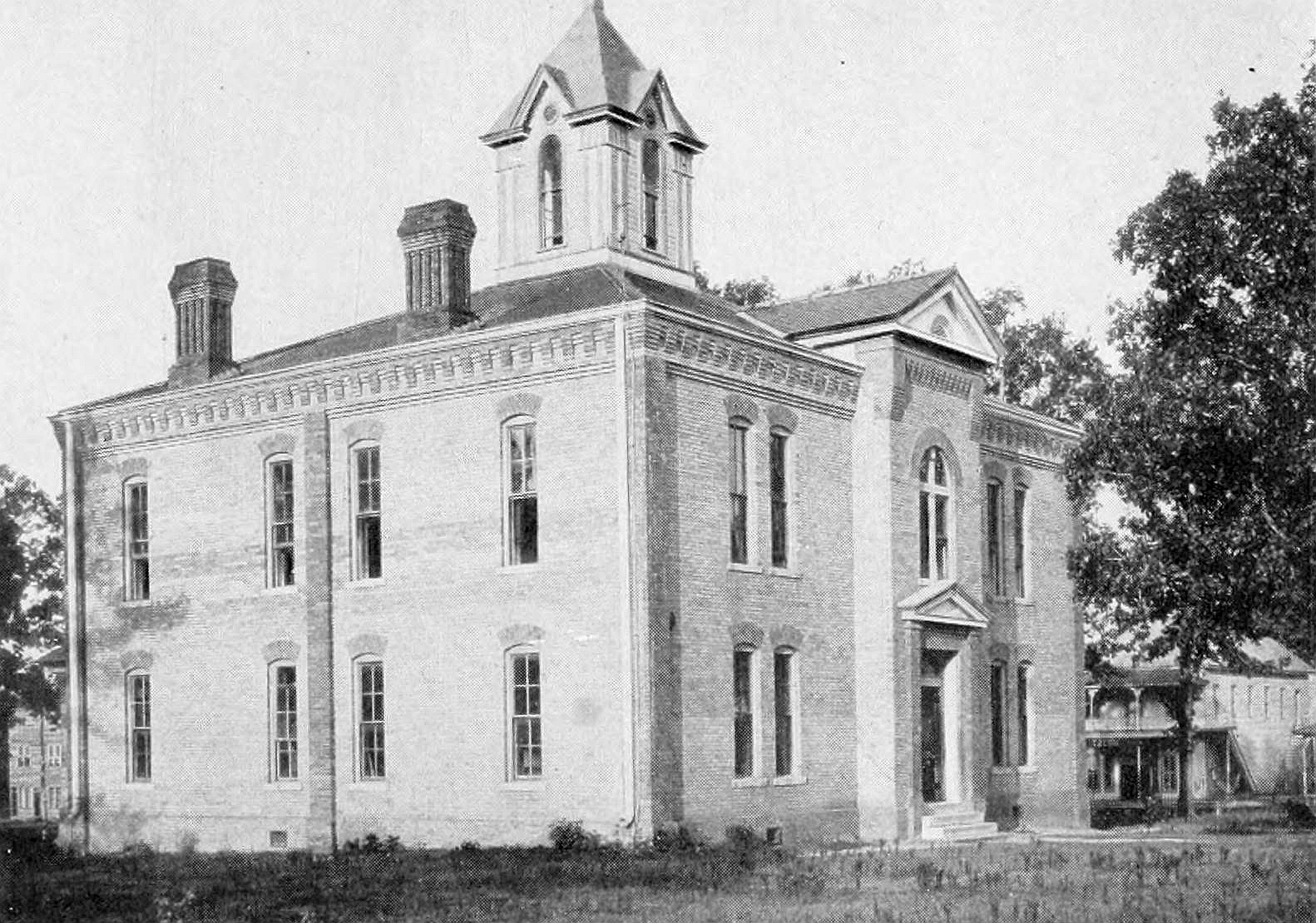
Palais de justice, 1904.

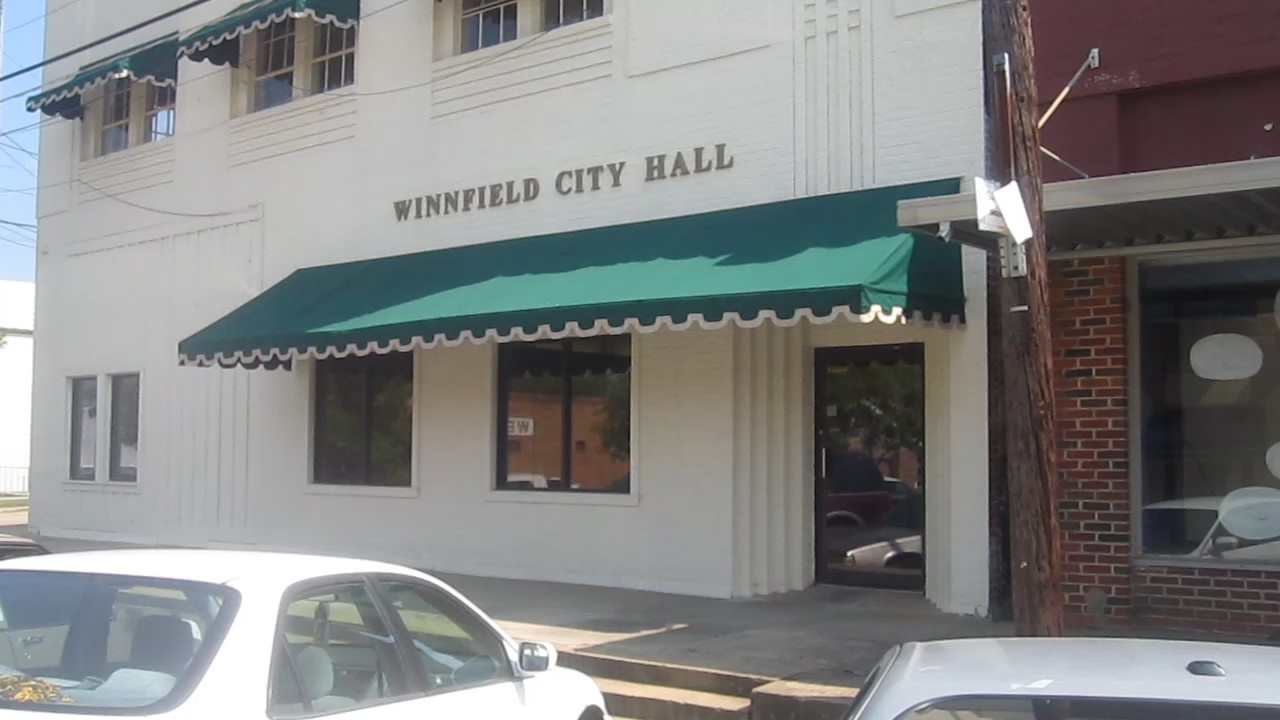
Hôtel de ville.

Lorsque la paroisse de Winn a été officiellement formée par la législature de l'État en 1852, Winnfield en a été faite le siège[réf. nécessaire].
Trois gouverneurs de la Louisiane sont nés et ont grandi à Winnfield : Huey Long, Oscar K. Allen et Earl Long.
Winnfield a été l'un des principaux producteurs de sel de l'armée confédérée durant la guerre de Sécession. Les exploitations se situaient au bayou de la Saline. Plus tard, la société Cary Salt Works a creusé une mine de 260 m de profondeur au sud de Winnfield. Entre décembre 1959 et mars 1960, la mine a été dynamitée,,, puis inondée par une rivière souterraine. La mine et tous les équipements à l'intérieur ont été abandonnés.
Une carrière de pierres exploitée à proximité ou au-dessus de la mine de sel fonctionne toujours aujourd'hui.

## Géographie
Selon le bureau de rencensement des États-Unis, la ville a une superficie totale de 8,6 km2, entièrement constituée d'une étendue terrestre. Au nord et à l'ouest de Winnfield, le bayou de la Saline, une voie maritime d'un National Wild and Scenir Rivers System, offre des activités de canoë-kayak en eaux noires ainsi que de la pêche.
Winnfield est environ à trois heures de route de Baton Rouge.

## Économie
En 2014, selon Bauer, Walmart, le pénitencier de Winn et la scierie locale offrent la majorité des emplois dans la région. À cause de la pauvreté à Winn, les résidents sont disposés à prendre des emplois risqués au pénitencier.

## Musée
La ville accueille le Louisiana Political Museum and Hall of Fame.

## Événements annuels
- Uncle Earl's Hog Dog Trials, un concours canin.
- Le festival de la forêt de Louisiane

## Éducation
La ville a cinq écoles publiques et héberge le campus Huey P. Long de l'Université technique de Louisiane.

## Personnalités liées à la ville
- Oscar K. Allen, gouverneur de l'État ;
- P. J. Brown, basketballeur professionnel ;
- Earl K. Long, gouverneur de l'État ;
- Huey Pierce Long, Jr., gouverneur de l'État ;
- Anthony Thomas, footballeur professionnel.

## Dans la culture populaire
Des parties du film de 1989 Blaze, avec Paul Newman, ont été filmées dans Winnfield.